# Panilla mila
Panilla mila är en fjärilsart som beskrevs av Embrik Strand 1920. Panilla mila ingår i släktet Panilla och familjen nattflyn. Inga underarter finns listade i Catalogue of Life.